# Chemins de fer russes
Cet article concerne la société Chemins de fer russes. Pour le réseau ferré russe en général, voir Transport ferroviaire en Russie.
Les Chemins de fer russes (connue sous le nom de RJD ; russe : Российские железные дороги, РЖД ; en translittération française : « Rossiïskié Jeleznié Dorogui » ; traduction littérale : « les Chemins de fer russes ») constituent une société à actionnariat étatique gérant les chemins de fer de Russie. Divisés en réseaux régionaux, les RJD exploitent le deuxième plus grand réseau mondial avec près de 85 200 km de voies. Cette compagnie est l'une des plus grosses au monde (elle pèse pour environ 3,5 % dans le PIB russe) et compte près d'un million d'employés. Elle assure 32,7 % du transport de passagers en Russie (près d'un milliard de voyageurs par an) et 42,3 % du transport du fret (environ 1,2 milliard de tonnes par an).
À l'international, les RJD communiquent sous le nom anglais de Russian Railways.

## Historique
Héritiers des chemins de fer soviétiques (en) (Cоветские железные дороги, dont le sigle était CЖД) dont ils ont repris le réseau et le matériel roulant positionné en Russie, les chemins de fer russes furent longtemps organisés au sein d'un ministère autonome (ministère des Voies de Communication / Министерство путей сообщения), mais depuis le 1er octobre 2003 les chemins de fer russes ont le statut de société anonyme par actions (en russe, otkrytoïe aktsionernoïe obchtchestvo), dont l'État russe est le seul actionnaire avec 100 % des parts. Les chemins de fer russes ont hérité de 987 des 2 046 entreprises qui se trouvaient sous la tutelle du ministère des Voies de Communication. Ces 987 entreprises représentant 95 % de la valeur totale des actifs du ministère.
En 2005-2010, la compagnie des chemins de fer russes a lancé un programme de trains à grande vitesse : le premier, le Sapsan, relie Saint-Pétersbourg, Moscou et Nijni Novgorod ; le deuxième, l'Allegro, qui est mis en service en décembre 2010, relie Saint-Pétersbourg à Helsinki par Vyborg. Le Sapsan est le train à grande vitesse le plus rapide de la compagnie, son taux de remplissage (selon les chiffres de 2010) est de 84,5 % et sa rentabilité d'environ 30 %.
Les RJD ont racheté en octobre 2008 45 % des actions de la banque Kit finance en constituant un consortium avec le groupe minier d'extraction diamantifère Alrosa, afin de renflouer les finances de cet établissement qui avait été particulièrement touché par la crise financière.
En septembre 2012, les chemins de fer russes ont racheté à PSA Peugeot Citroën 75 % du capital de leur filiale de transport et de logistique GEFCO, pour 800 millions d'euros,.
Le 27 mai 2013, Vladimir Poutine rend publique sa décision de lancer en 2014 la construction d'une ligne de train à grande vitesse reliant Moscou à Kazan via Vladimir, Nijni Novgorod et Tcheboksary. Cette ligne est de 770 kilomètres, reliant Moscou à Kazan non plus en 11 heures et demie, mais en 3 heures et demie. C'est un investissement qui représente plus d'un trillion de roubles, pour une période de cinq ans,.
En avril 2022, CMA CGM annonce acquérir la participation de 75 % de Gefco détenue par les Chemins de fer russes, ainsi que la participation de 25 % de Stellantis pour un montant estimé à entre 450 et 500 millions d'euros,.

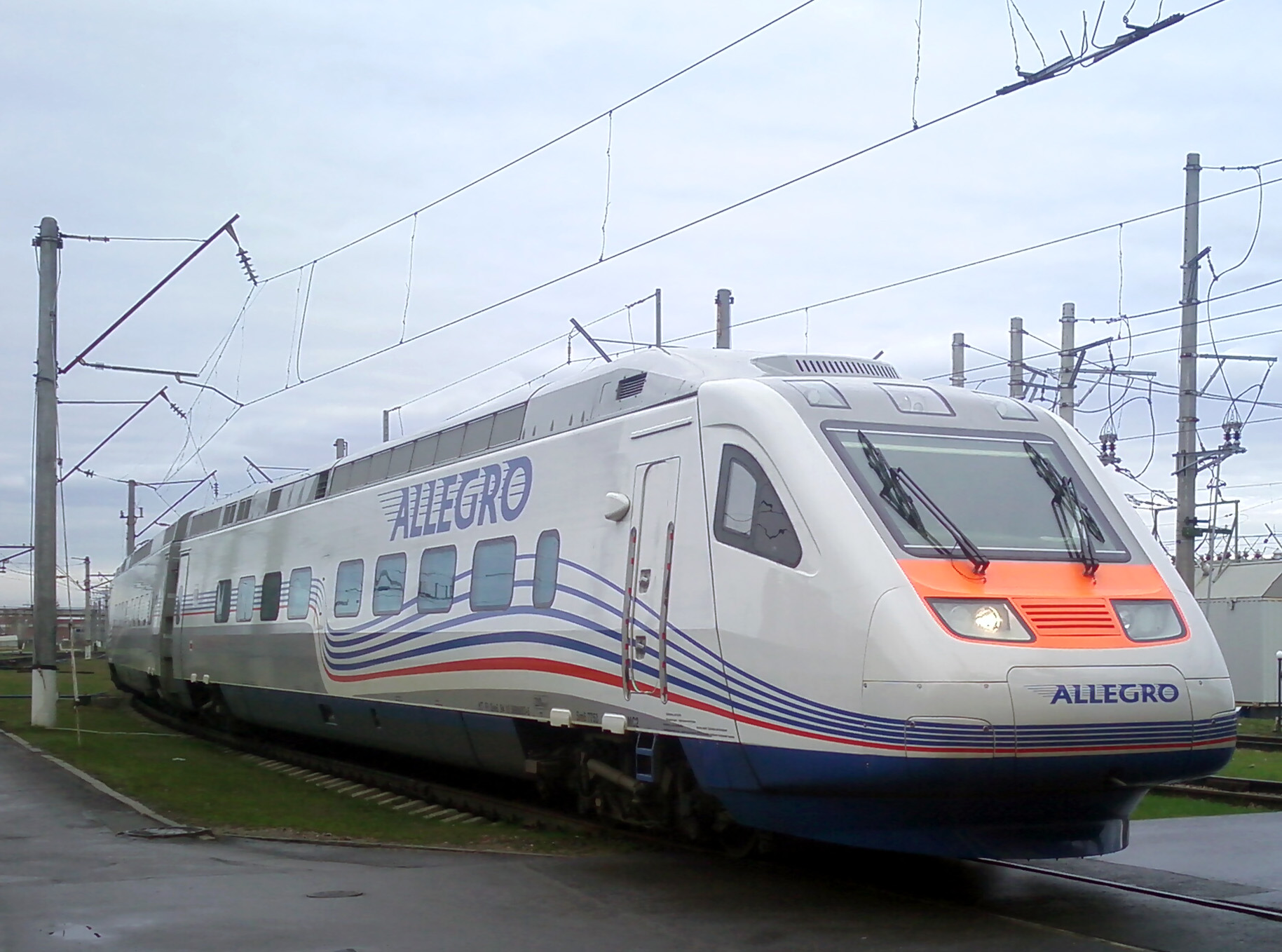
Allegro
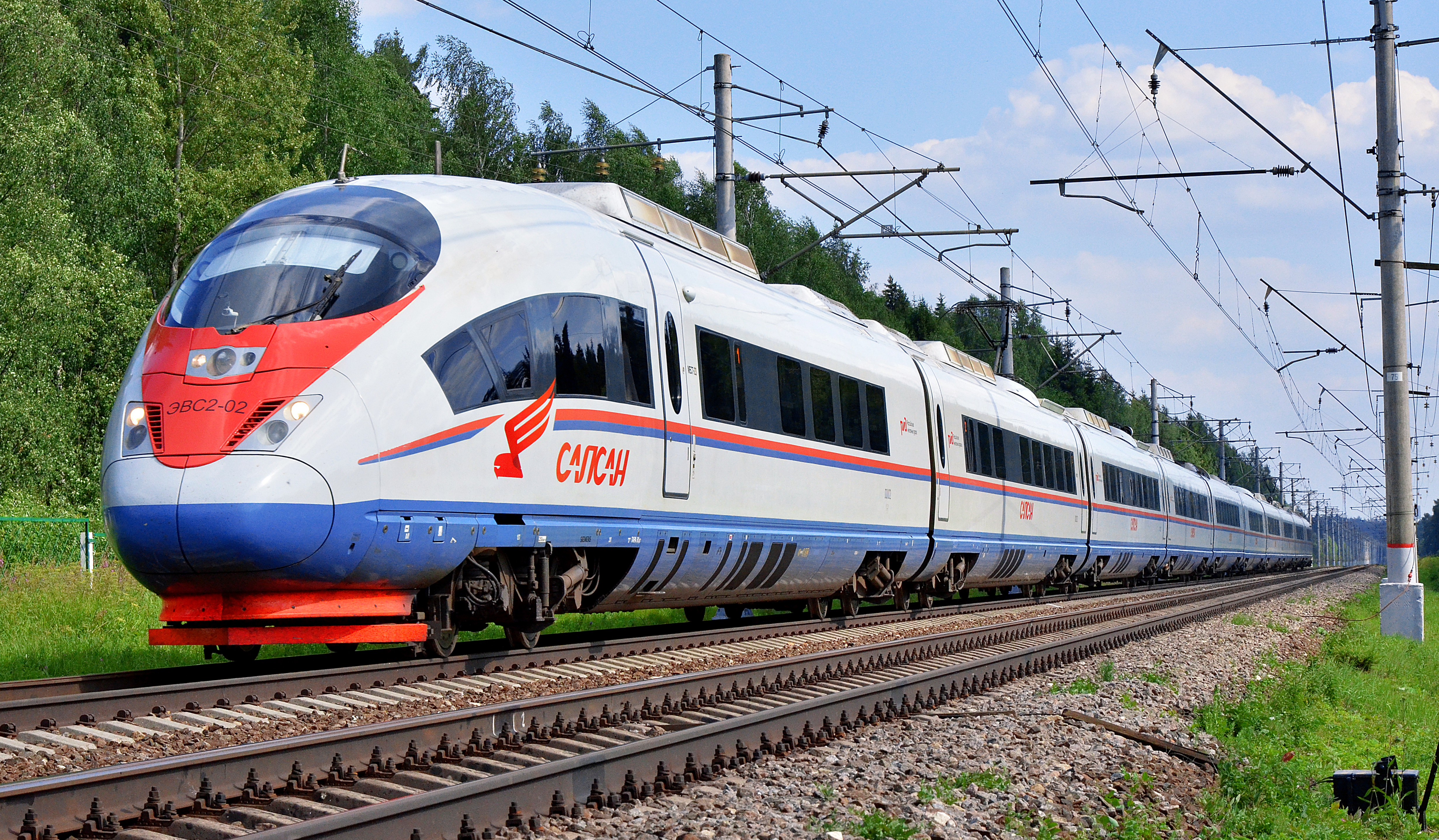
Sapsan
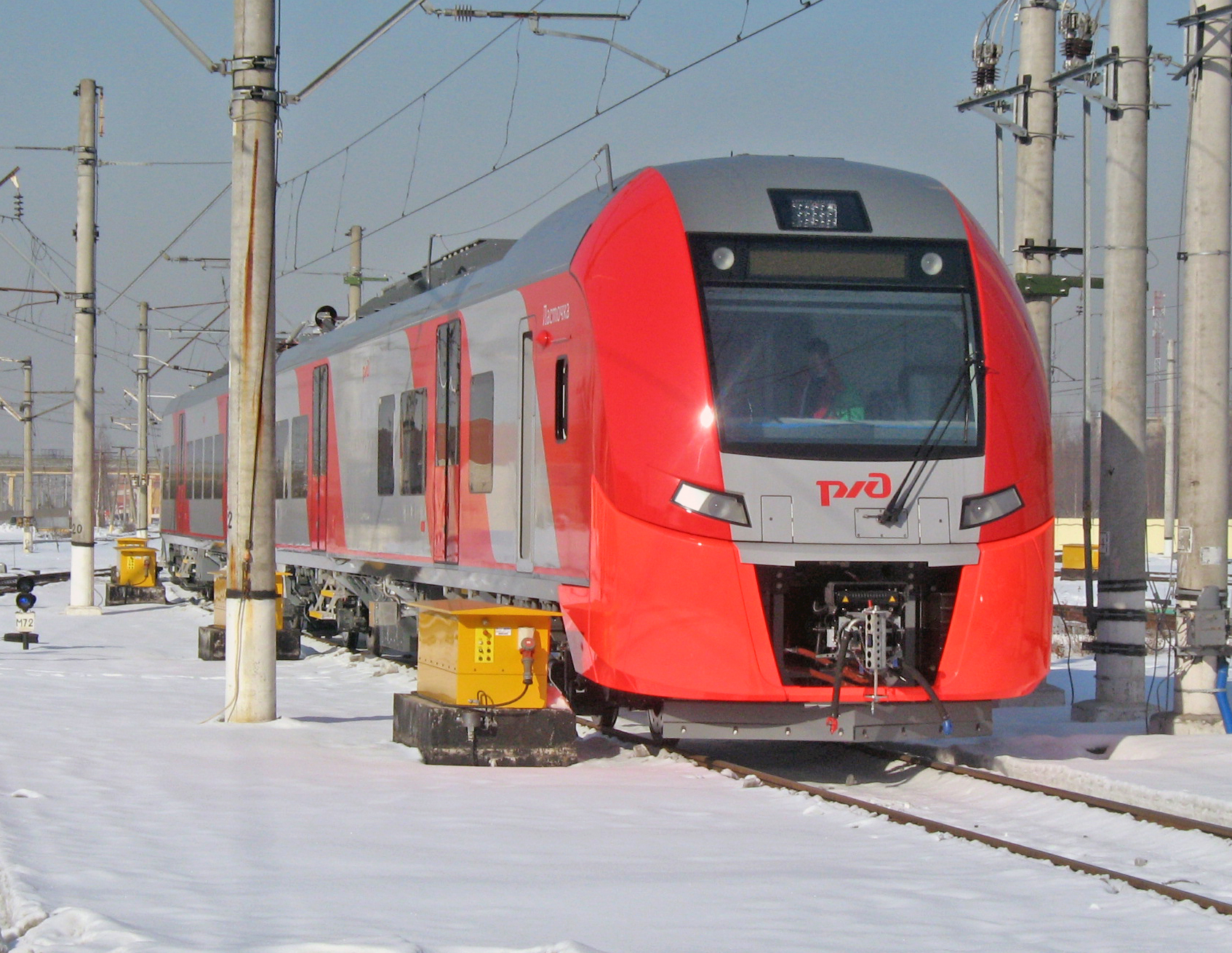
Lastotchka (ru)

### Perspectives

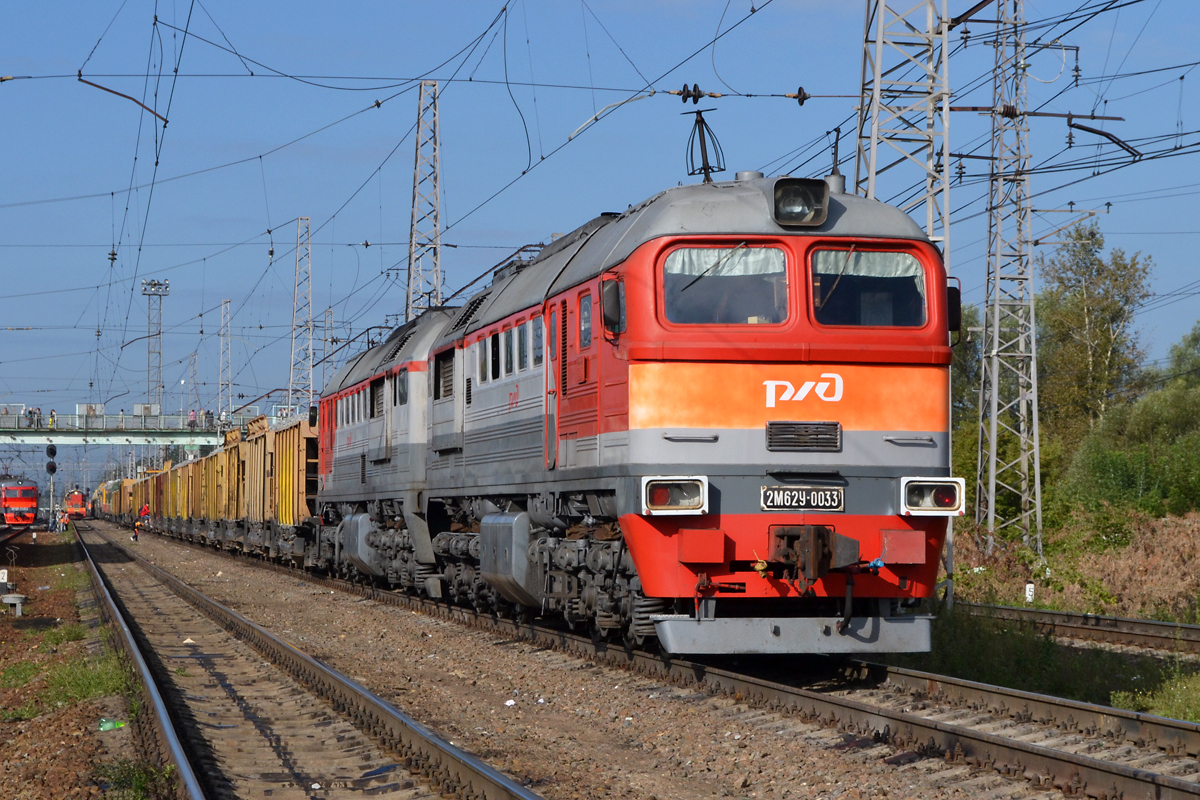
Un train de fret des RJD.

Le Premier ministre russe Vladimir Poutine a annoncé en juin 2008 le lancement d'un programme d'investissement dans le réseau ferroviaire. Programmé jusqu'à l'année 2030, ce programme qui prévoit 600 milliards de roubles (au cours de 2008, environ 20 milliards d'euros) d'investissements prévoit la construction de nouvelles lignes et le renouvellement du parc de matériel roulant. 40 % de ce plan de modernisation devra être financé par les RJD, le complément du financement provenant du budget fédéral et du budget des régions. Au cours des vingt-deux prochaines années devraient être construits 20 000 km de nouvelles lignes, dont 1 500 km de lignes à grande vitesse. Les investissements dans les infrastructures devraient être concentrés dans les régions de l'Altaï, de Touva et de Yakoutie, afin de permettre leur désenclavement et leur développement économique. Le plan prévoit l'acquisition par les chemins de fer russes, pendant cette période, de 3 000 locomotives, 900 000 wagons de marchandises et 29 500 voitures pour passagers.

### Programme d'investissements
Le montant des investissements des RJD atteignait en 2012 460,1 milliards de roubles.
En 2009, le budget des investissements atteignait 262,8 milliards de roubles (hors TVA), dont :
- 47,4 milliards — projets liés à la préparation des jeux olympiques d'hiver de 2014 à Sotchi ;
- 58,7 milliards — renouvellement du matériel roulant (inclus le nouveau train Sapsan).

Parmi les projets prioritaires financés et approuvés par l'État :
- chemin de fer et autoroute Adler-station de montagne « Alpika Service » — 41,5 milliards de roubles ;
- production de l'usine de Tver de construction de wagons ОАО « Тверской вагоностроительный завод » — 3 milliards de roubles ;
- construction de nouvelles voies de Iaïva à Solikamsk (chemin de fer de Sverdlovsk) — 6 milliards de roubles.

Grâce aux moyens dégagés par l'indexation des tarifs de transport de marchandises de 1 % en 2009, il a été possible de financer les projets suivants :
- Organisation du transport intermodal sur la ligne Sotchi-Adler-Aéroport de Sotchi ;
- Renforcement des infrastructures sur la ligne Touapsé-Adler ;
- Organisation du parc et des lieux de transport pour la construction des sites olympiques.

Projets d'investissement principaux du programme 2012-2014 :
- accélération en 2014 du transport de passagers sur la ligne Moscou-Adler, et en 2015 des voies de communication entre Rostov et Krasnodar ;
- réalisation du projet commun entre Siemens AG et « Sinara » pour l'exploitation d'un train à grande vitesse ;
- organisation du transport intermodal entre la ville de Kazan et l'aéroport international de Kazan ;
- activisation du développement des infrastructures du nœud ferroviaire de Moscou.

Le ministre des finances de la fédération de Russie, Anton Silouanov, déclare le 23 novembre 2012 que le gouvernement se dirige en 2013 vers 300 milliard de roubles pour moderniser les infrastructures des RJD, grâce à l'épargne issue des caisses d'épargnes russes. C'est la Vnesheconombank qui s'occupe des investissements issus des fonds de pension dans des obligations à long terme pour la rénovation des infrastructures des chemins de fer russes. L'idée d'utiliser l'argent « à long terme » des pensions pour des investissements également à long terme dans les chemins de fer revient à Vladimir Poutine en janvier 2012. En avril 2012, le président des chemins de fer russes Vladimir Yakounine amorce le projet après une réunion avec le Premier ministre de rénovation du BAM pour la somme de 208 milliards de roubles impliquant à cette fin la Caisse nationale de prévoyance, projet en partie financé par l'épargne-retraite par l'émission d'obligations d'infrastructures. La mesure alternative, c'est-à-dire des prêts sur le marché de la dette, a été jugée par M. Yakounine impraticable en raison des taux d'intérêt élevés, et aurait rendu ce projet de rénovation des infrastructures non rentable.
Les projets d'avenir jusqu'en 2020 concernant la modernisation et l'agrandissement des réseaux et des infrastructures, sans compter les projets de trains rapides et les projets de trains à grande vitesse, représentent une somme supérieure à 2200 milliards de roubles — soit 2,2 trillion en échelle courte, ou 2,2 billion en échelle longue — (environ 70 milliards de dollars), selon le rapport annuel des RJD de 2011. Sept projets prioritaires sont distingués : l'accès aux ports de la région nord-ouest de la fédération de Russie ; l'accès aux ports du sud de la fédération de Russie ; les infrastructures de la Sibérie-Occidentale et du nord du district fédéral de l'Oural ; le réseau transsibérien ; le BAM ; la ligne Mejdouretchensk-Abakan-Taïchet ; le nœud ferroviaire de Moscou (ru). Cependant la compagnie reconnaît que ses moyens de financement sont insuffisants. En 2021, le chiffre d'affaires de la société s'élevait à près de 20 milliards d'euros.

## Organisation

Régions des chemins de fer russes en 2018.

L'État, actionnaire unique, approuve la nomination du président de la compagnie, la formation du comité de direction annuel, ainsi que la publication du rapport annuel. Le président de la société est Vladimir Yakounine, nommé le 15 juin 2005 qui succède à Guennadi Fadeïev (septembre 2003 - juin 2005). Depuis septembre 2011, Kirill Androssov est le président du comité de direction, succédant à Alexandre Joukov (juin 2004 - septembre 2011). Le président Yakounine est assisté d'un premier vice-président, Valentin Gapanovitch, responsable de la politique de développement, et d'un vice-président, Alexeï Vorotilkine, responsable du matériel roulant.

### Filiales régionales
Les RJD sont divisés en 16 filiales territoriales régionales :
- Chemin de fer de Sibérie orientale (Восточно-Сибирская железная дорога), siège : Irkoutsk (Vassily Frolov) ;
- Chemin de fer de Gorki (Горьковская железная дорога), siège : Nijni Novgorod (Anatoly Lessoun) ;
- Chemin de fer de l'Extrême-Orient (Дальневосточная железная дорога), siège : Khabarovsk (Mikhaïl Zaïtchenko) ;
- Chemin de fer de la Transbaïkalie (Забайкальская железная дорога), siège : Tchita (Valéry Fomine) ;
- Chemin de fer de la Sibérie occidentale (Западно-Сибирская железная дорога), siège : Novossibirsk (Anatoly Reger) ;
- Chemins de fer de Kaliningrad (Калининградская железная дорога), siège : Kaliningrad (Sergueï Kolomeïets[20]) ;
- Chemin de fer de Krasnoïarsk (Красноярская железная дорога), siège : Krasnoïarsk (Vladimir Reinhardt) ;
- Chemin de fer de Kouïbychev (Куйбышевская железная дорога), siège : Samara (Sergueï Solojenkine[21]) ;
- Chemin de fer de Moscou (Московская железная дорога), siège : Moscou (Vladimir Moldaver) ;
- Chemin de fer d'Octobre (Октябрьская железная дорога), siège : Saint-Pétersbourg (Victor Stepov) ;
- Chemin de fer de la Volga (Приволжская железная дорога), siège : Saratov (Alexandre Khrapaty) ;
- Chemin de fer de Sverdlovsk (Свердловская железная дорога), siège : Ekaterinbourg (Alexeï Mironov) ;
- Chemin de fer du Nord (Северная железная дорога), siège : Iaroslavl (Vassily Bilokha) ;
- Chemin de fer du Caucase du Nord (Северо-Кавказская железная дорога), siège : Rostov-sur-le-Don (Vladimir Goloskokov) ;
- Chemin de fer du Sud-Est (Юго-Восточная железная дорога), siège : Voronej (Anatoly Volodko) ;
- Chemin de fer de l'Oural du Sud (Южно-Уральская железная дорога), siège : Tcheliabinsk.

Les chemins de fer criméens (ru) exploitent le réseau ferré en Crimée.

### Autres filiales

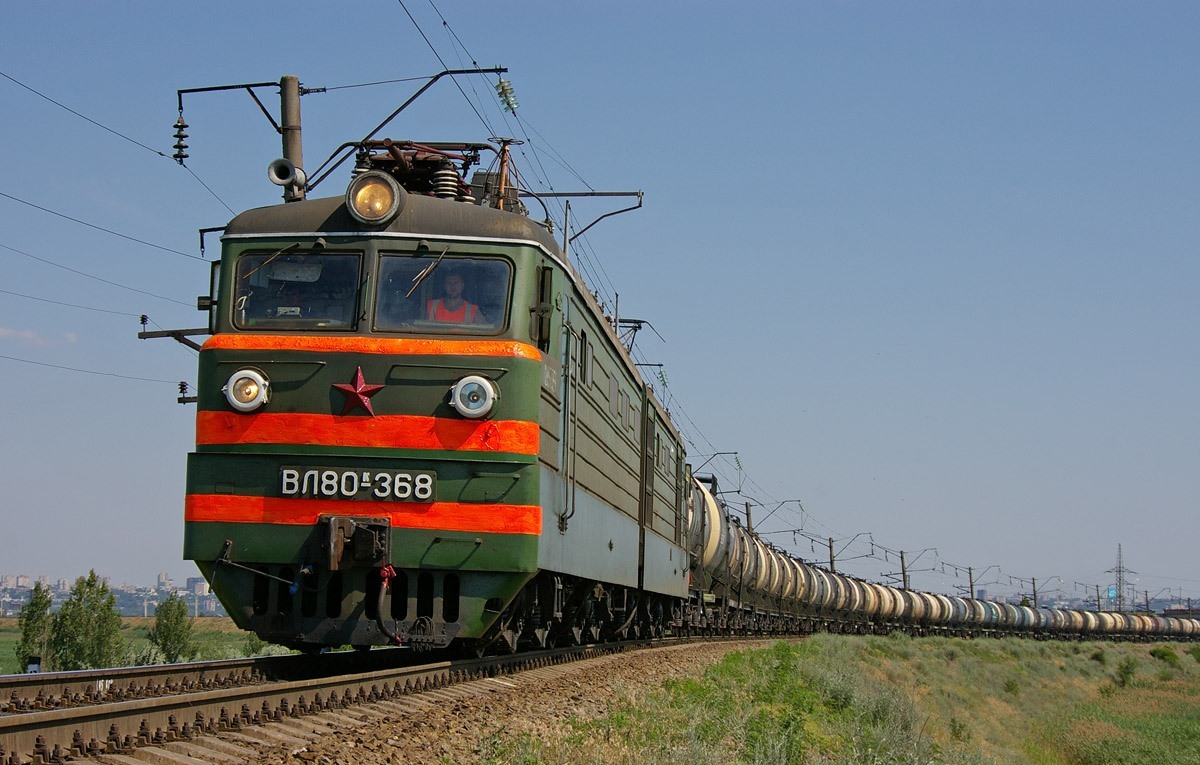
Un train de fret des RJD.

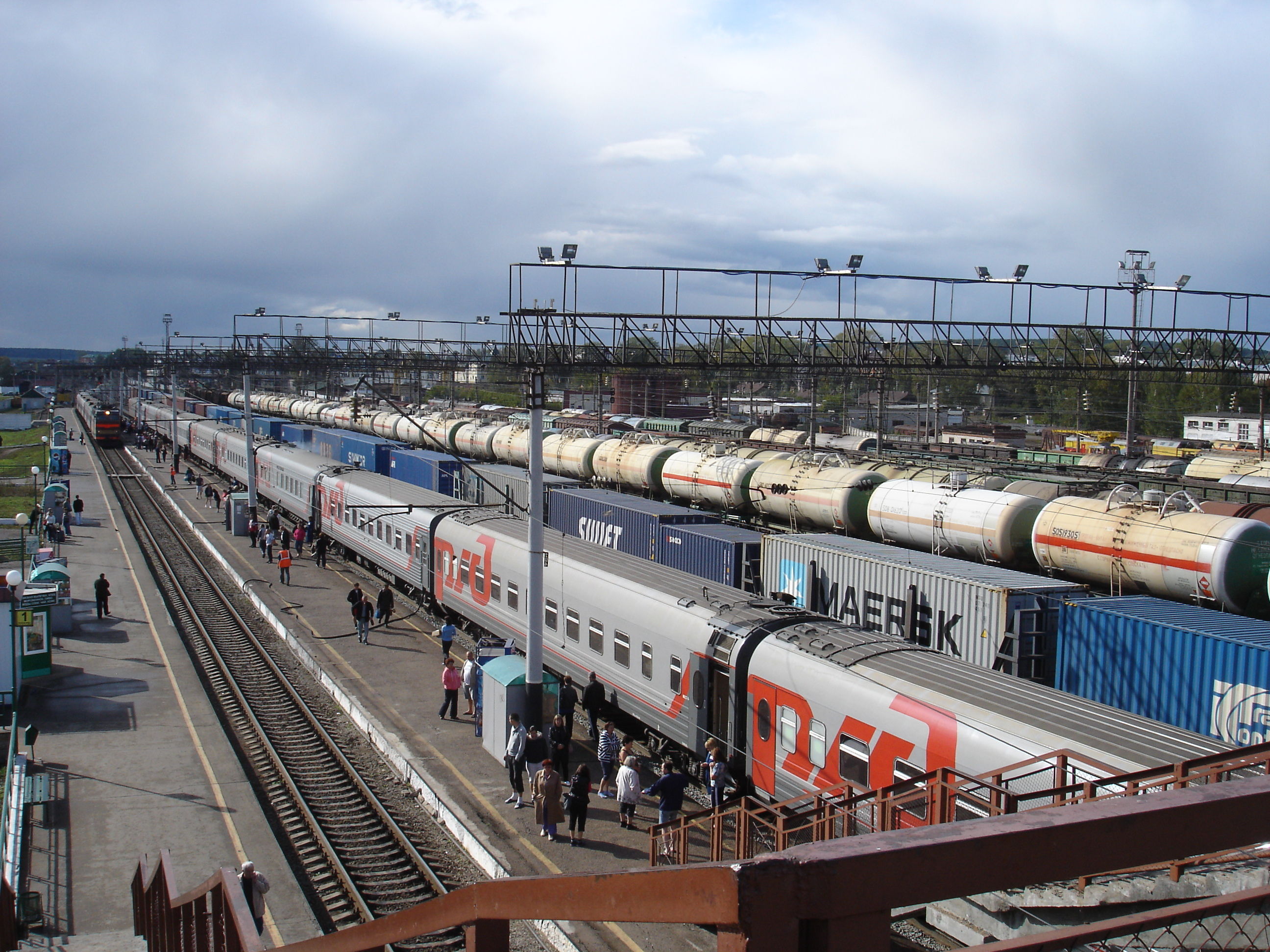
La gare d'Agryz au Tatarstan.

Les RJD sont actionnaires de plus d'une centaine de sociétés, surtout dans le secteur des transports. Entre autres, les RJD sont actionnaires des compagnies suivantes :
- Compagnie centrale des trains de banlieue (Центральная пригородная пассажирская компания), réseau de la région de Moscou, Moscou, 49 % ;
- Karelian Trains, Helsinki, 50 % ;
- Lokomotiv Moscou (équipe de football), Moscou, 70 % ;
- Transinform (Трансинформ, services informatiques), Moscou ;
- Transkreditbank (Транскредитбанк, banque), Moscou, 75 % ;
- Transmachholding (Трансмашхолдинг, fabrication de matériel roulant, etc.), Moscou ;
- TransTelekom (ТрансTелеком, télécommunications, réseau interne des RJD), Moscou, 100 % ;
- JelDorIpoteka (Желдорипотека, développement immobilier), Moscou, 100 % ;
- JASO (ЖАСО, assurance), Moscou.

La compagnie des chemins de fer russes dispose d'une filiale spécialisée dans les activités de commerce international et représentante de RJD sur les marchés internationaux, RJD Trading Company.
Elle contribue au développement des chemins de fer serbes,.
Les RJD et la Deutsche Bahn ont depuis 2009 un centre commun de recherche et de formation en logistique internationale, situé à Saint-Pétersbourg. Ils ont également signé avec la SNCF un accord visant à la création d'un centre de recherche et de formation franco-russe, ayant pour but la conception de systèmes ferroviaires de transport à grande vitesse encore plus modernes. Le projet est fait en collaboration avec l'université de Moscou, le conservatoire national des arts et métiers et l'école nationale des ponts et chaussées.
En février 2013, les RJD ont signé un contrat avec la compagnie espagnole Talgo. Il prévoit la conception de wagons passagers adaptés aux conditions climatiques extrêmes en Russie.

## Réseau et matériel roulant

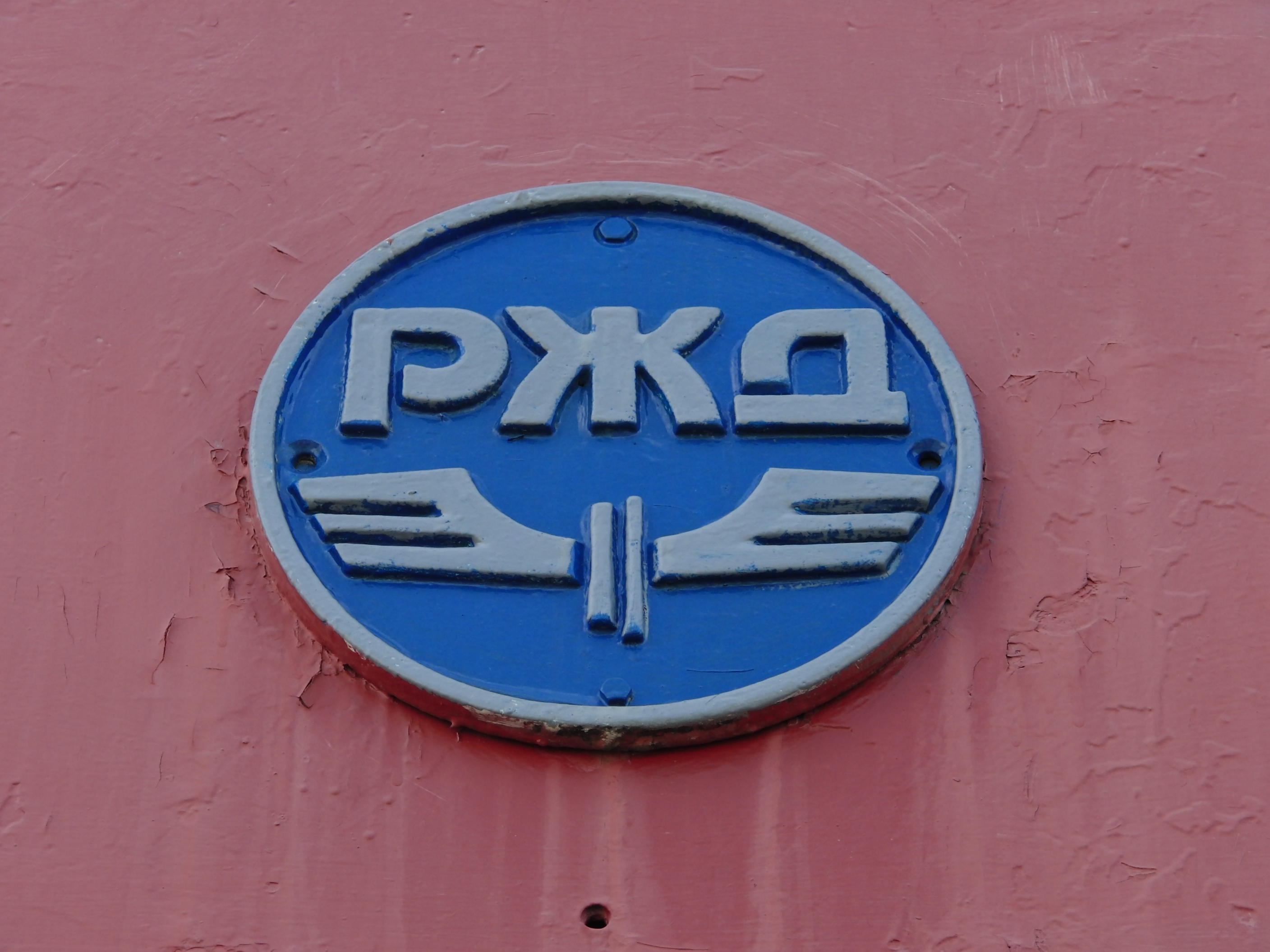
Plaque avec l'ancien logo des RJD.

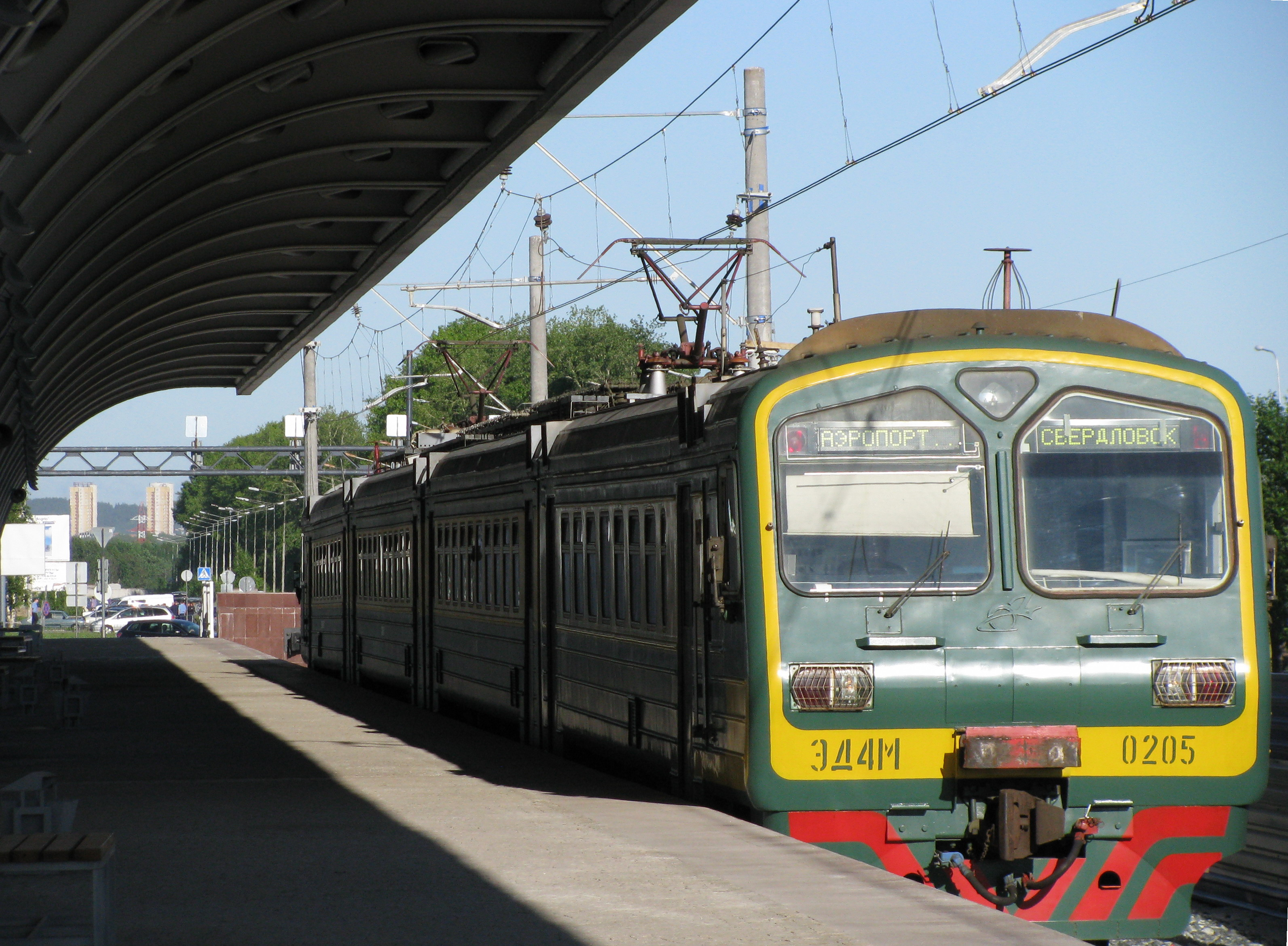
ED4M en gare de Iekaterinbourg.

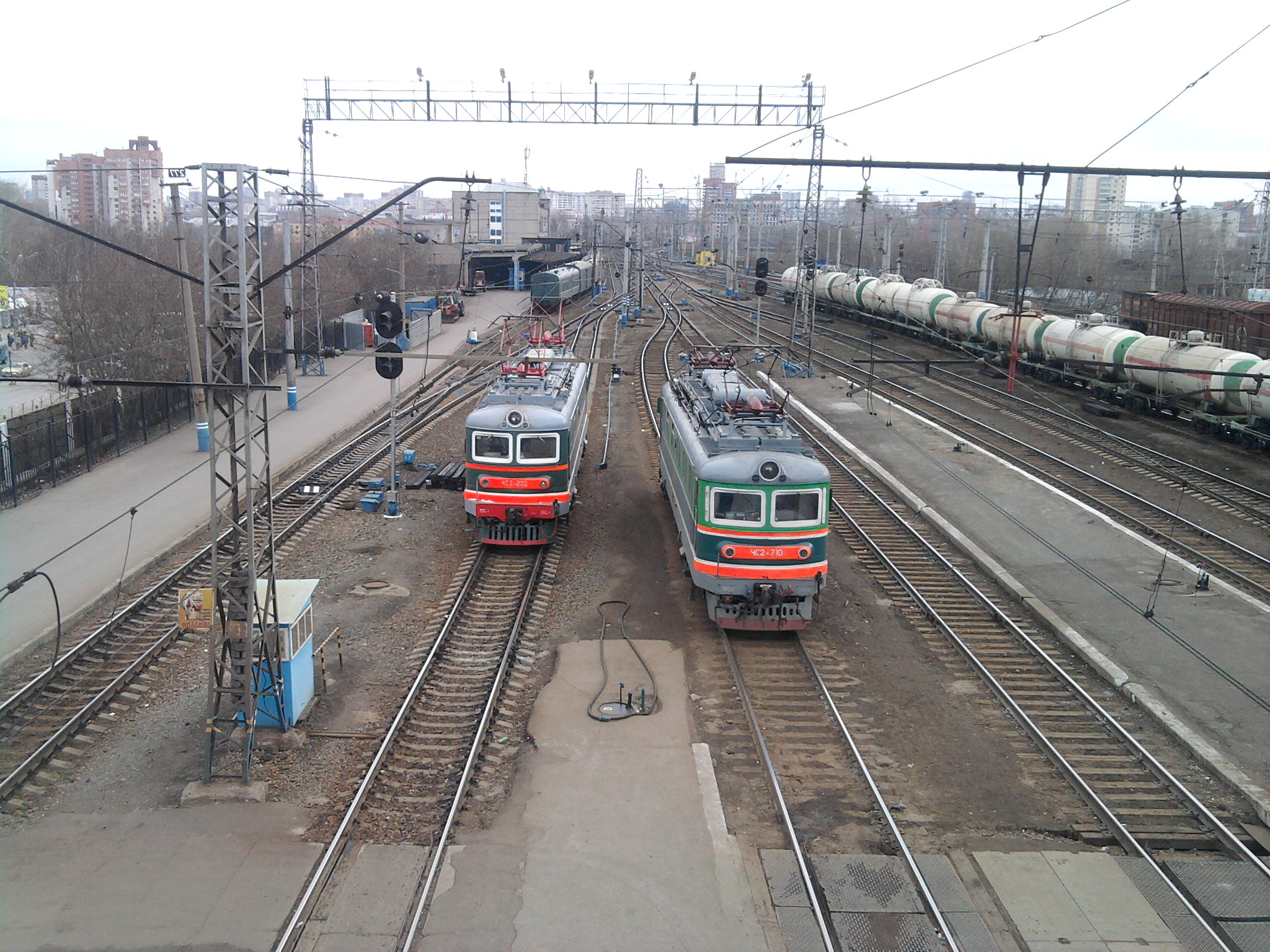
ChS2-202 et ChS2-710 en gare de Perm.

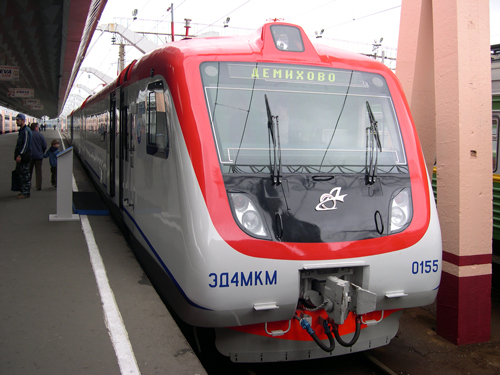
Train ED4MKM.

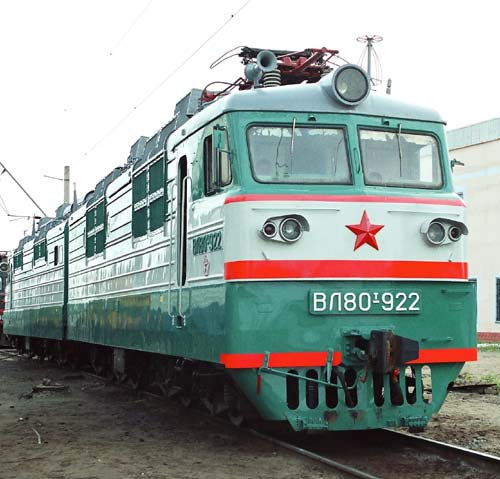
Locomotive électrique VL80^{Т}.

Les RJD exploitent un réseau d'environ 85 200 km dont l'écartement de 1 520 mm se différencie de l'écartement standard (1 435 mm) des pays voisins de l'ex-URSS (les anciennes républiques soviétiques ont conservé l'écartement russe). Cet écartement a engendré le surnom de "région 1520". 22 000 km de lignes sont électrifiés en courant alternatif (25 000 volts, 50 Hz) et 18 800 km en courant continu (3 000 volts).
Les RJD possèdent un parc de 20 000 locomotives, 25 000 voitures pour passagers et 650 000 wagons de marchandises. D'autres opérateurs de transport possèdent en tout 270 000 wagons de marchandises. En 2007, les RJD ont consommé 44 milliards de kWh, soit 6 % de l'électricité produite en Russie, et 10 % de tout le gazole consommé en Russie.
Depuis les années 1960, un réseau international de voitures-lits de type universel a été mis en place entre la Russie et les principales capitales des nations d'Europe et d'Asie. Paris est notamment relié à Moscou par le Moscou express.
| Matériel roulant       | 2006                                 | 2007                                 | 2009                       | 2012                      |
| ---------------------- | ------------------------------------ | ------------------------------------ | -------------------------- | ------------------------- |
| Locomotives            | 278                                  | 319                                  | 355                        | 211                       |
| Wagons de marchandises | Supérieurs à 8 500                   | Environ 40 000                       | 8080 (7788-ПГК)            |                           |
| Wagons de passagers    | 738                                  | 895                                  | 643                        |                           |
| Rames automotrices     | Environ 750                          | Supérieurs à 740                     | 695                        |                           |
| Investissements        | Supérieurs à 53 milliards de roubles | Supérieurs à 80 milliards de roubles | 265,7 milliards de roubles | 60,8 milliards de roubles |

Plus de 95 % de la production de wagons de passagers sont issus de l'usine de Tver de construction de wagons (Тверской вагоностроительный завод)